# Helene Pellicano
Helene Pellicano (* 17. April 2002) ist eine maltesische Tennisspielerin.

## Karriere
Helene Pellicano begann mit vier Jahren mit dem Tennisspielen, ihr bevorzugtes Terrain ist laut ITF-Profil der Sandplatz. Sie tritt vor allem auf Turnieren der ITF Women’s World Tennis Tour an, wo sie aber noch keinen Titel gewinnen konnte.
2016 gewann Pellicano den Europameistertitel der U14 im Einzel bei den Tennis Europe Junior Masters als erste maltesische Spielerin in der Geschichte. 2017 wurde Pellicano am 30. September wurde mit Rang 914 die am höchsten platzierte maltesische Tennisspielerin in der Geschichte Maltas in der WTA-Weltrangliste. Im gleichen Jahr gewann sie mit Partnerin Fernanda Labraña den Titel im Damendoppel beim J1 Lambaré. Im Februar 2018 gewann Pellicano den Titel bei den Mutua Madrid Open U16 im Sporting Club Tenis Valencia.
2019 erreichte sie am 18. März 2019 mit Rang 710 die höchste Platzierung, die je eine Malteserin in der Einzel-Weltrangliste innehatte und brach damit zum wiederholten Mal ihren eigenen Rekord aus 2017. Im gleichen Jahr nahm sie an allen Juniorinnenwettbewerben der vier Grand-Slams teil. Bei den Australian Open erreichte sie mit Partnerin Marta Custic im Juniorinnendoppel das Viertelfinale. Bei den French Open schied sie als gesetzte Spielerin bereits in der 2. Runde aus, im Juniorinnendoppel mit Partnerin Custic bereits in der ersten Runde. In Wimbledon erreichte sie im Juniorinneneinzel ebenfalls die zweite Runde, im Juniorinnendoppel zog sie mit Partnerin Alexa Noel vor dem ersten Spiel zurück. Bei den US Open verlor sie im Juniorinneneinzel gegen Gabriella Price bereits in der ersten Runde knapp in drei Sätzen mit 5:7, 6:4 und 2:6. Im Juniorinneneinzel verlor sie an der Seite von Partnerin Jéssica Bouzas Maneiro ebenfalls bereits in der ersten Runde.
2020 erreichte sie als Qualifikantin das Hauptfeld im Dameneinzel bei den Open 35 de Saint-Malo, wo sie dann aber in der ersten Runde klar mit 0:6 und 2:6 gegen Eva Guerrero Álvarez verlor. 2021 erreichte sie als Qualifikantin bei den Braunschweig Women’s Open das Hauptfeld im Dameneinzel, wo sie aber mit 0:6 und 3:6 gegen Nastja Kolar verlor. 2022 nahm Pelicano an den Mittelmeerspielen teil, schied aber im Dameneinzel nach einem Sieg in der ersten Runde gegen Aya El-Sayed bereits im Achtelfinale kampflos gegen Nuria Brancaccio aus.
Im Jahr 2017 spielte Helene Pellicano erstmals für die maltesische Billie-Jean-King-Cup-Mannschaft und bestritt seitdem in zehn Begegnungen 14 Spiele. Ihre Billie-Jean-King-Cup-Bilanz weist bislang 11 Siege bei drei Niederlagen aus, davon sechs Siege im Einzel und fünf im Doppel.

## Persönliches
Helene ist die Tochter von Elaine und Robert Pellicano.